# 애스턴 마틴 One-77
애스턴 마틴 One-77(영어: Aston Martin One-77)은 애스턴 마틴에서 2009년부터 2012년까지 생산했던 스포츠카이다.

## 특징
차명인 애스턴 마틴 One-77은 77대 중 1대라는 의미이다.

## 변형 차종

### 애스턴 마틴 벌칸
애스턴 마틴 One-77을 기반으로 제작된 트랙 데이 차종이다.

### 애스턴 마틴 빅터

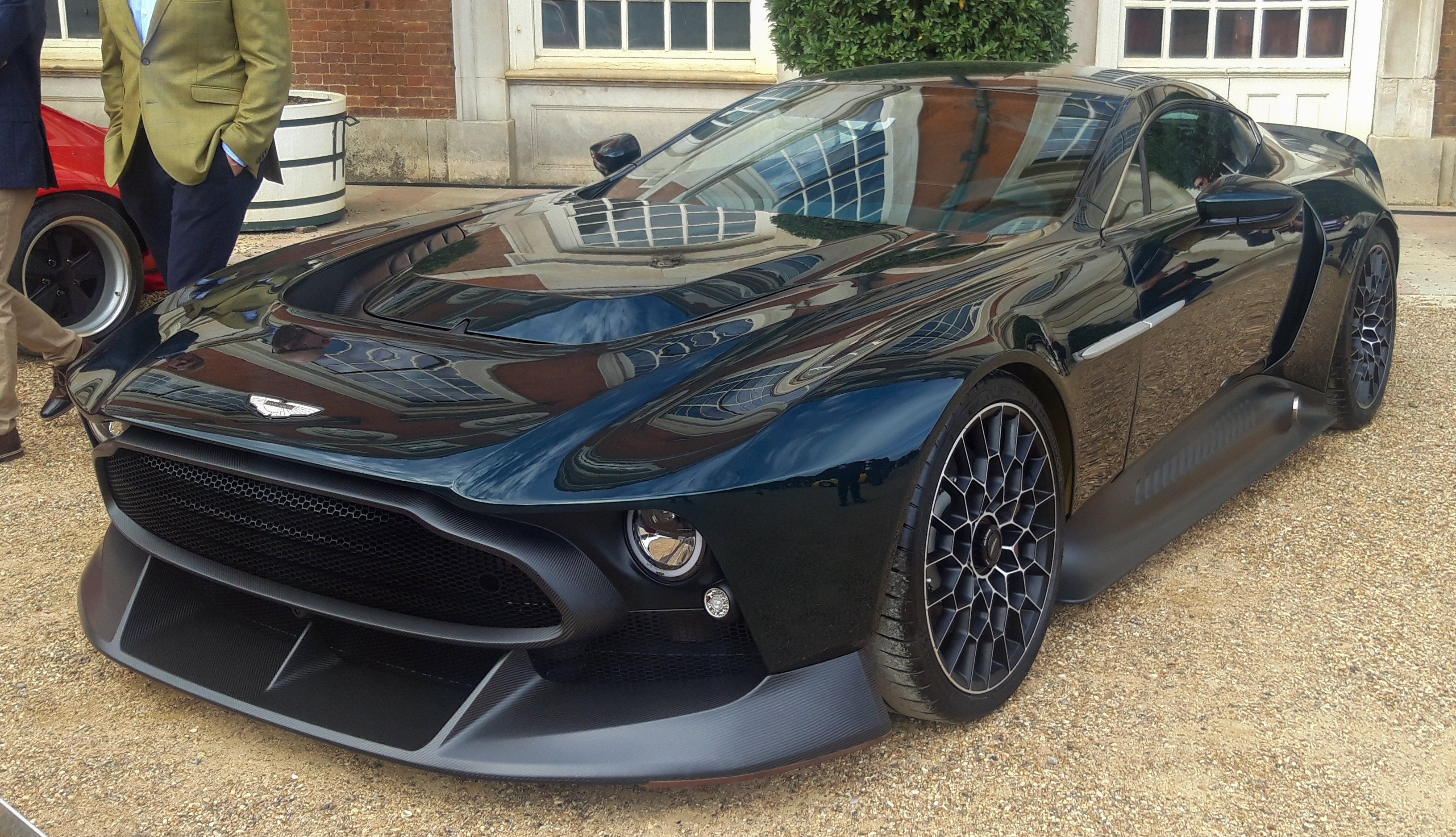
2020년식 애스턴 마틴 빅터

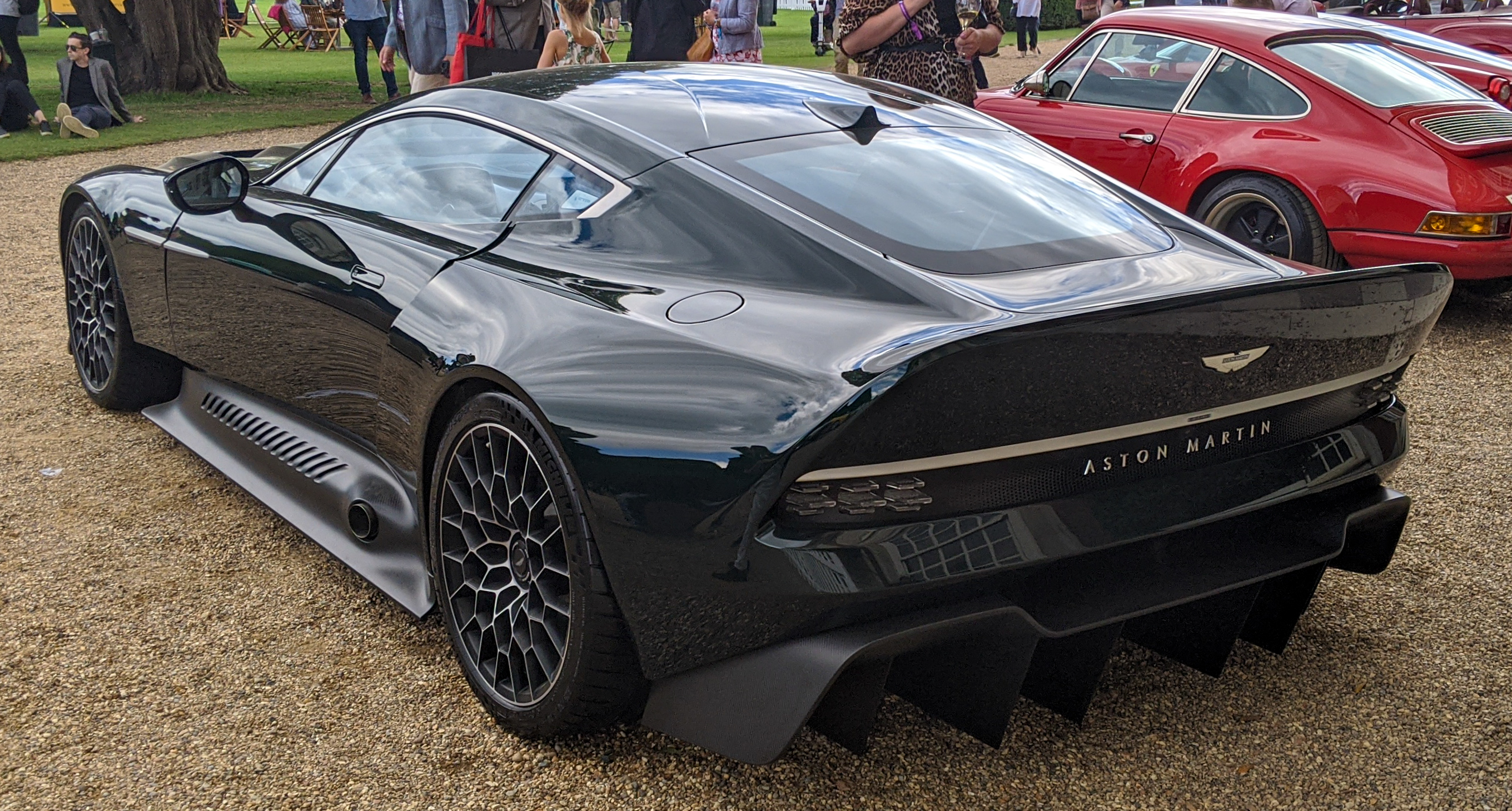
후방

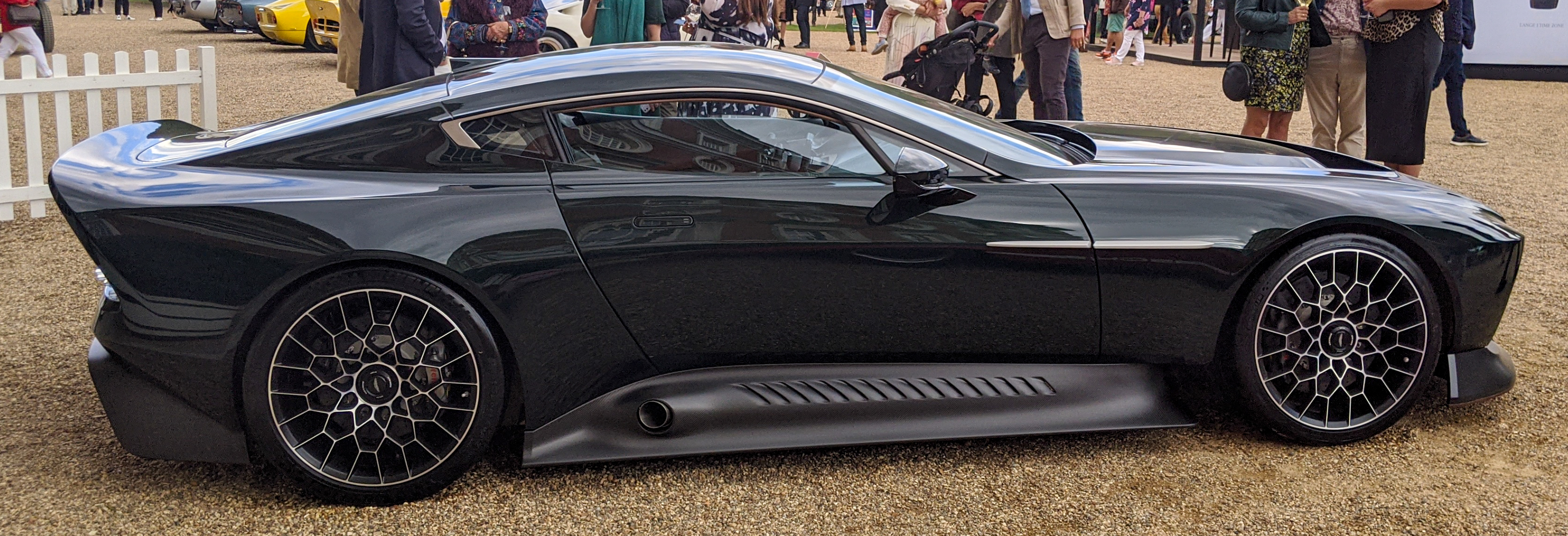
옆면

2020년 9월, 애스턴 마틴은 애스턴 마틴 라곤다 디자이너 Kaize "Ken" Zheng이 설계하고 1977년부터 재사용된 원형 헤드라이트로 햄프턴 코트 콩쿠르 2020에서 공개된 One-77을 기반으로 한 코치 제작 모델을 출시하였다. 벌칸에서 재사용된 애스턴 마틴 V8 밴티지, One-77에서 볼 수 있는 V12와 비슷한 엔진을 가지고 있지만 이제 Cosworth에서 수정하여 836 bhp 및 606 lb-ft의 토크를 생성하고 One-77과 달리 수동 변속기가 있어 가장 많이 생산되었다.

## 비디오 게임에서의 등장
- 니드 포 스피드: 더 런
- 니드 포 스피드: 라이벌
- 니드 포 스피드: 핫 퍼슈트
- 리얼 레이싱 3
- 아스팔트 6: 아드레날린
- 아스팔트 7: 히트
- 아스팔트 8: 에어본
- 아스팔트 9: 레전드
- 테스트 드라이브 언리미티드 2
- 포르자 호라이즌 2
- 포르자 호라이즌 4